# Z Archiwum X (sezon 11)
Z archiwum X (ang. The X-Files) – jedenasty sezon serialu telewizyjnego, będący kontynuacją popularnego w latach 90. Z Archiwum X (1993–2002, 2016) oraz towarzyszących mu filmów Z Archiwum X: Pokonać przyszłość (1998) i Z Archiwum X: Chcę wierzyć (2008).

## Fabuła
Dziesięcioodcinkowy sezon opowiada o śledztwach w sprawach kryminalnych o charakterze paranormalnym, prowadzonych przez agentów FBI; Foxa Muldera i Danę Scully. Historia rozpoczyna się dokładnie w tym samym momencie, w którym zakończył się poprzedni sezon. Jeden z głównych wątków serii dotyczy Williama – syna Muldera i Scully.

## Obsada

### Główna
- David Duchovny jako agent Fox Mulder
- Gillian Anderson jako agentka Dana Scully
- Mitch Pileggi jako dyrektor Walter Skinner

### Drugoplanowa i gościnna
- William B. Davis jako Palacz
- Annabeth Gish jako Monica Reyes
- Robbie Amell jako agent Kyd Miller
- Lauren Ambrose jako agentka Liz Einstein
- Veronica Cartwright jako Cassandra Spender
- Barbara Hershey jako Erika Price
- Chris Owens jako Jeffrey Spender
- Dean Haglund jako Langly, jeden z Samotnych Strzelców
- Haley Joel Osment

## Lista odcinków
| №   | Nr | Tytuł                          | Tytuł polski                | Reżyseria    | Scenariusz                     | Premiera (FOX)   | Premiera w Polsce (Fox Polska) |
| --- | -- | ------------------------------ | --------------------------- | ------------ | ------------------------------ | ---------------- | ------------------------------ |
| 209 | 1  | My Struggle III (Part 3)       | Moje zmagania III (Część 3) | Chris Carter | Chris Carter                   | 3 stycznia 2018  | 4 stycznia 2018                |
| 210 | 2  | This                           | To                          | Glen Morgan  | Glen Morgan                    | 10 stycznia 2018 | 11 stycznia 2018               |
| 211 | 3  | Plus One                       | Plus jeden                  | Kevin Hooks  | Chris Carter                   | 17 stycznia 2018 | 18 stycznia 2018               |
| 212 | 4  | The Lost Art of Forehead Sweat | Efekt Mandeli               | Darin Morgan | Darin Morgan                   | 24 stycznia 2018 | 25 stycznia 2018               |
| 213 | 5  | Ghouli                         | Ghule                       | James Wong   | James Wong                     | 31 stycznia 2018 | 1 lutego 2018                  |
| 214 | 6  | Kitten                         | Kociak                      | Carol Banker | Gabe Rotter                    | 7 lutego 2018    | 8 lutego 2018                  |
| 215 | 7  | Rm9sbG93ZXJz                   | Zabójcza gra                | Glen Morgan  | Shannon Hamblin, Kristen Cloke | 28 lutego 2018   | 1 marca 2018                   |
| 216 | 8  | Familiar                       | Atak w Connecticut          | Holly Dale   | Benjamin Van Allen             | 7 marca 2018     | 8 marca 2018                   |
| 217 | 9  | Nothing Lasts Forever          | Nic nie trwa wiecznie       | James Wong   | Karen Nielsen                  | 14 marca 2018    | 15 marca 2018                  |
| 218 | 10 | My Struggle IV                 | Moje zmagania IV (Część 4)  | Chris Carter | Chris Carter                   | 21 marca 2018    | 22 marca 2018                  |

## Produkcja i premiera
Osiągnięty sukces sześcioodcinkowej mini-serii z 2016 roku sprawił, że jeszcze w trakcie jej emisji stacja FOX zapowiedziała chęć realizacji kolejnych. Ostatecznie potwierdzono to w maju 2016. Natłok zobowiązań aktorów i twórców powodował jednak, że przez długi czas nie wiadomo było czy i kiedy do tego dojdzie. Dnia 20 kwietnia 2017 zostało oficjalnie ogłoszone, że powstanie dziesięcioodcinkowa kontynuacja, która swoją premierę będzie mieć na przełomie roku 2017 i 2018. Zdjęcia do cyklu rozpoczęły się 8 sierpnia 2017 w kanadyjskim Vancouver.
Premiera od początku zapowiadana była na styczeń 2018, choć emisja pierwszego oficjalnego zwiastuna miała miejsce już w październiku 2017 roku, na konferencji New York Comic Con 2017. W środę, 15 listopada 2017 ogłoszono, że premiera nowego sezonu odbędzie 3 stycznia 2018 na kanale FOX. Premiera polska każdego odcinka miała miejsce zaledwie dziewiętnaście godzin po amerykańskiej, począwszy od dnia 4 stycznia 2018.
Dnia 29 stycznia 2018 ogłoszono przerwę w emisji serialu na czas Igrzysk Olimpijskich.